# میروسلاو بوشکوویچ
میروسلاو بوشکوویچ (کرواتی: Miroslav Bošković؛ ‏زادهٔ ۳ ژانویهٔ ۱۹۴۷ – درگذشتهٔ ۱۷ اوت ۲۰۲۳) بازیکن فوتبال اهل یوگسلاوی بود.
از باشگاه‌هایی که وی در آنها بازی کرده‌است، می‌توان به باشگاه فوتبال هایدوک اسپلیت، باشگاه فوتبال آنژه، و باشگاه فوتبال پارتیزان اشاره کرد.
وی همچنین در تیم ملی فوتبال یوگسلاوی بازی کرده‌است.